# Alan Rollinson
Alan William Rollinson (Walsall, 15 maggio 1943 – Kidderminster, 2 giugno 2019) è stato un pilota automobilistico britannico.
Pilota di Formula 1, partecipò al Gran Premio di Gran Bretagna 1965 alla guida di una Cooper T73 gestita dalla Bob Gerard Racing, senza però qualificarsi. Ottenne il ventiduesimo tempo, primo degli esclusi, a 4 decimi da John Rhodes, ultimo dei qualificati e a 8 secondi e 2 decimi da Jim Clark, che partì in pole.
Corse anche in molte altre categorie con buoni risultati, tra cui la Formula 5000.

## Risultati in Formula 1
| 1965 | Scuderia          | Vettura |  |  |  |  |    |  |  |  |  |  |  | Punti | Pos. |
| ---- | ----------------- | ------- |  |  |  |  | -- |  |  |  |  |  |  | ----- | ---- |
| 1965 | Bob Gerard Racing | T71/73  |  |  |  |  | NQ |  |  |  |  |  |  | 0     |      |

| Legenda | 1º posto     | 2º posto | 3º posto    | A punti         | Senza punti/Non class.  | Grassetto – Pole position Corsivo – Giro più veloce |
| Legenda | Squalificato | Ritirato | Non partito | Non qualificato | Solo prove/Terzo pilota | Grassetto – Pole position Corsivo – Giro più veloce |